# 備後八幡駅
備後八幡駅（びんごやわたえき）は、広島県庄原市東城町菅にある、西日本旅客鉄道（JR西日本）芸備線の駅である。

## 歴史
- 1935年（昭和10年）6月15日：国有鉄道三神線の東城 - 小奴可間延伸により開設[1]。
  - 当時の所在地表示は広島県比婆郡八幡村菅であった[1]。
- 1937年（昭和12年）7月1日：三神線が芸備線の一部となり、当駅もその所属となる。
- 1972年（昭和47年）9月1日：貨物の取り扱いを廃止[1][2]。
- 1983年（昭和58年）10月31日：無人駅化[3]。
- 1987年（昭和62年）4月1日：国鉄分割民営化により、西日本旅客鉄道の駅となる[1]。
- 2001年（平成13年）
  - 3月3日：土曜運転の列車廃止により以降列車の交換がなくなり、その後旧上りホーム（2番線）の列車交換設備を撤去[4]。周辺では同時に、小奴可駅でも交換設備が撤去されたため、新見 - 備後落合の区間では、東城駅より西側での行き違いはできなくなった。
- 2012年（平成24年）4月28日：駅前の郵便局での簡易委託販売を解除。

## 駅構造
備後落合方面に向かって左側に単式ホーム1面1線を持つ地上駅。以前は相対式ホーム2面2線を有する交換可能駅だったが、駅舎反対側のホームが廃止され、停留所構造となった。そのため、現在は上下線の全列車が同じホームから発着する。廃止されたホームの方には錆びた線路が本線から分断された状態で残っている。また、以前は駅事務室が存在していたが、撤去されて待合室部分のみとなっている。
トイレは待合室の隣にあり、汲み取り式である。
新見駅管理の無人駅。2012年4月27日までは簡易委託駅で、近くの菅簡易郵便局で200円区間の乗車券（常備券）のみを販売していた（200円区間は、東城駅 (6.5km) と小奴可駅 (8.3km) である）。

駅の少し先には、トロッコの鉄橋の残骸が残っており、昔、帝国製鉄株式会社の原料の調達のために使用された。また、農協の米貯蔵庫も残っており、昔は貨物側線も存在していたらしく、駅構内の線路はその跡も見ることができる。

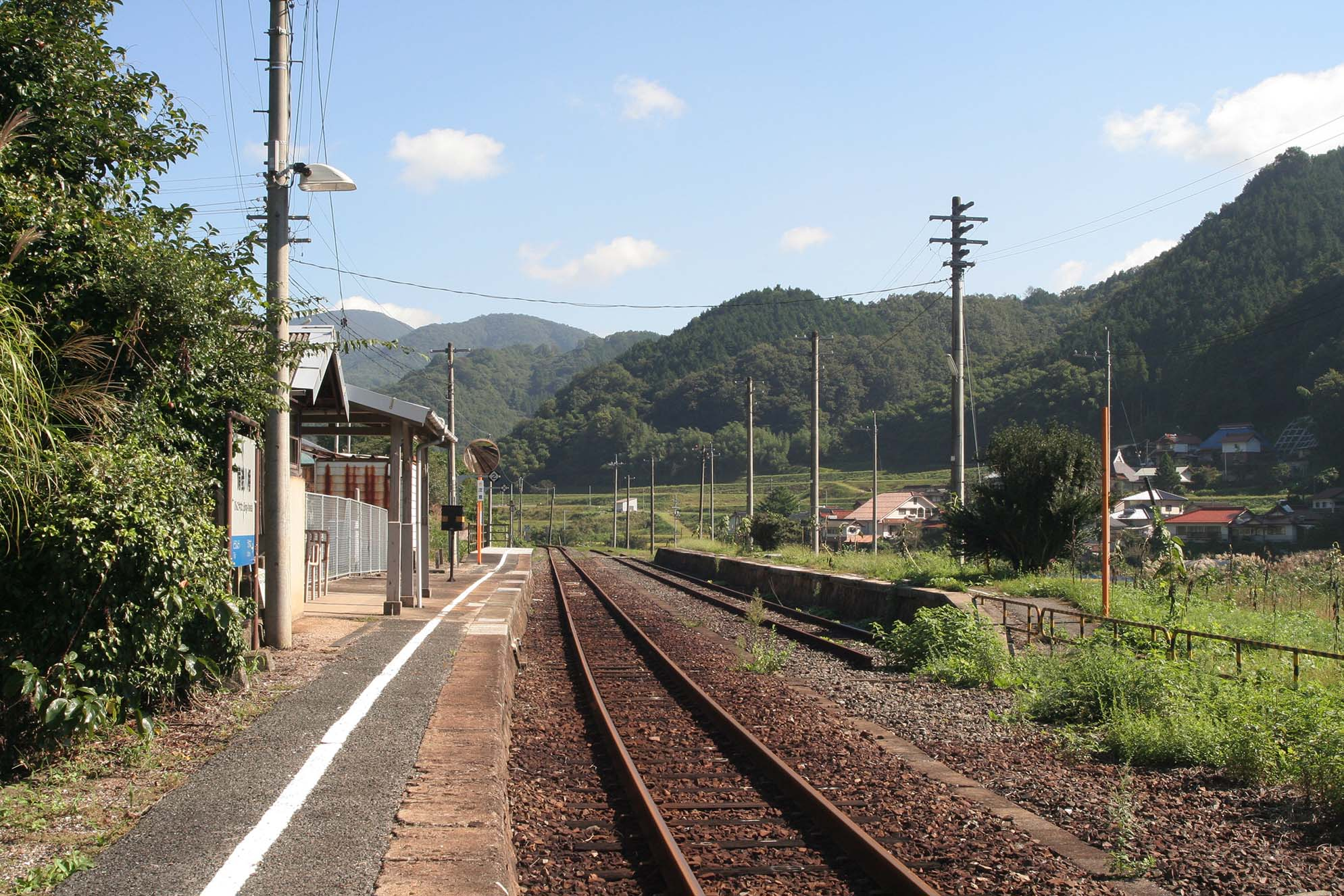
ホーム（2007年9月）

## 利用状況

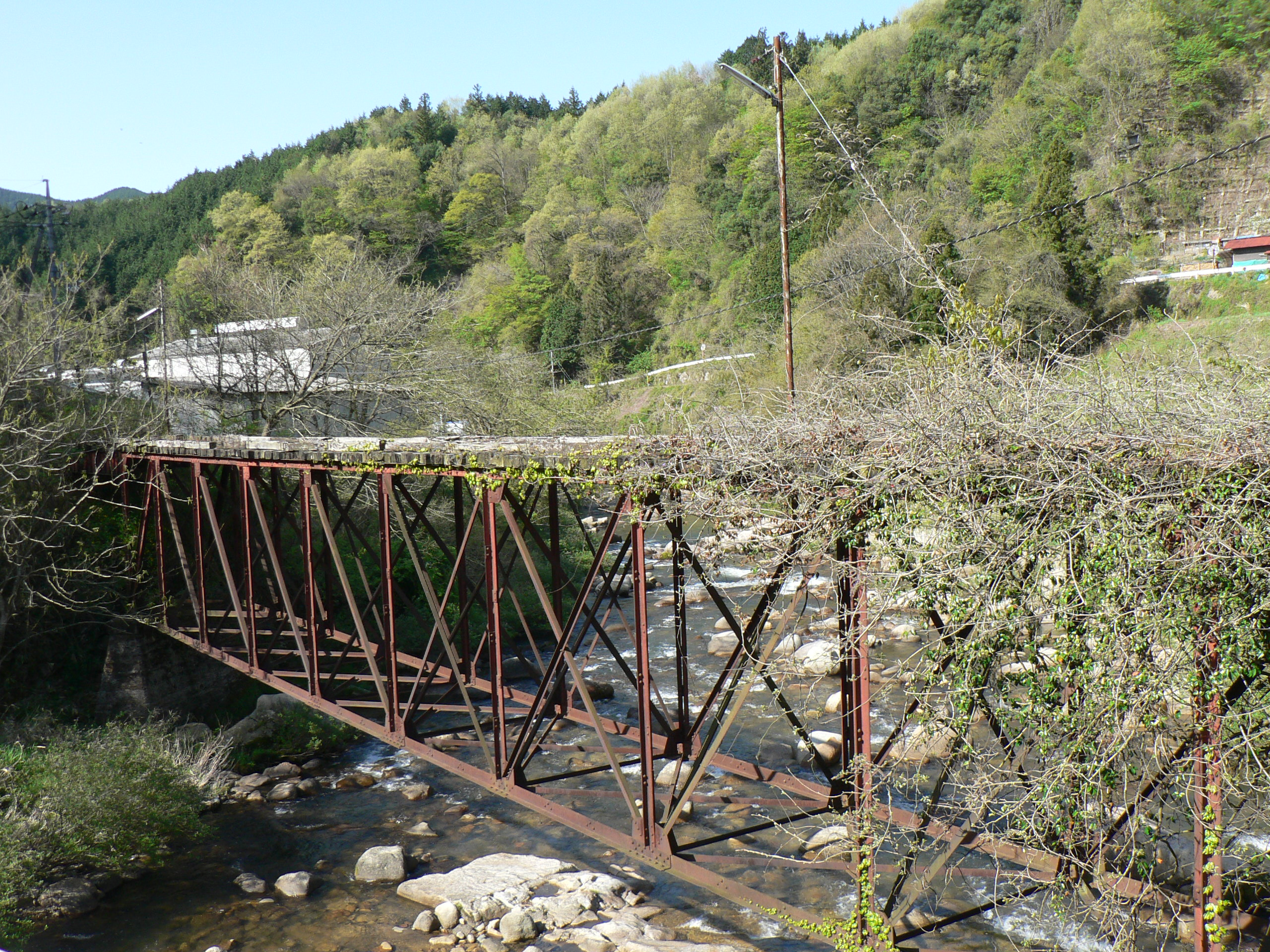
駅から帝国製鉄竹森工場に伸びていたトロッコの廃鉄橋

1日平均の乗車人員は以下の通り。
| 年度               | 1日平均 乗車人員 | 出典        |
| ------------------ | ---------------- | ----------- |
| 1981年（昭和56年） | 30               |             |
| 1990年（平成2年）  | 38               |             |
|                    |                  |             |
| 2002年（平成14年） | 8                | [ 6 ]       |
| 2003年（平成15年） |                  |             |
| 2004年（平成16年） |                  |             |
| 2005年（平成17年） |                  |             |
| 2006年（平成18年） |                  |             |
| 2007年（平成19年） |                  |             |
| 2008年（平成20年） |                  |             |
| 2009年（平成21年） |                  |             |
| 2010年（平成22年） |                  |             |
| 2011年（平成23年） | 0                | [ 7 ]       |
| 2012年（平成24年） | 0                | [ 7 ]       |
| 2013年（平成25年） | 0                | [ 7 ]       |
| 2014年（平成26年） | 0                | [ 8 ] [ 7 ] |
| 2015年（平成27年） | 0                | [ 7 ]       |
| 2016年（平成28年） | 0                | [ 7 ]       |
| 2017年（平成29年） | 0                | [ 7 ]       |
| 2018年（平成30年） | 0                |             |
| 2019年（令和元年） | 0                |             |
| 2020年（令和2年）  | 0                |             |
| 2021年（令和3年）  | 0                |             |

## 駅周辺
- 菅簡易郵便局
- 備北交通（東城廃止代替バス・コミュニティバス）日野原線「八幡駅バス停」
- 広島県道237号備後八幡停車場線
- 広島県道450号内堀備後八幡停車場線

## その他
- 国道314号から 広島県道237号備後八幡停車場線に行く際の標識に「備後八幡駅」とあるが、なぜかローマ字表記は「Bingo-yahata station」となっている。

## 隣の駅
西日本旅客鉄道（JR西日本）
 芸備線
■快速・■普通
東城駅 - 備後八幡駅 - 内名駅